# Mürfila
Mar Orfila, más conocida como Mürfila (Barcelona, 19 de marzo de 1977), es una cantante, compositora, actriz, directora y guionista española.

## Biografía

### Inicios
Mar Orfila nace el 19 de marzo de 1977 en Barcelona. Hija de padre actor y madre escenógrafa crece en el Barrio Gótico. A los 14 años le regalan una guitarra eléctrica con la que empieza a versionar canciones.
Al acabar los estudios secundarios, se incorpora a la Escuela de Medios Audiovisuales de Barcelona (EMAV), después de estos conforma su primera banda llamada «Krunch» y continúa con «Slurp». Primero entra como guitarrista, para posteriormente ser cantante, versionando a grupos como Pixies, Weezer o Nirvana. Más adelante empiezan a desarrollar temas propios, la mayoría en inglés y compuestos por ella.

### Desarrollo
En la década de 1990 Mürfila conoce tres jóvenes, Rudy, Pau y Joan con los que forma el grupo Örn, siendo la líder y cantante principal. Aparte de esto, estudia solfeo, guitarra y teoría. Después incursiona en la Escuela Superior de Cine y Audiovisuales de Cataluña (ESCAC) donde empieza sus estudios de cine. Con la banda ya conformada, graban varias maquetas y ofrecen diversos conciertos, esto les llevó a ganar el concurso de Salamadra cuyo premio era grabar un disco con Al.leluia Records. Asimismo, logran ser finalistas en el concurso Imaginarock 98. La banda se mantuvo activa y continuaron ofreciendo conciertos por toda España, también participaron en los festivales Barcelona Acció Musical (BAM) y Montmeló. Ganan un premio en Villa de San Adrián que les permite grabar una maqueta de mayor calidad en el estudio de Aurelio Morata.
Durante un año la banda pasa por una evolución de estilo. Deciden abandonar el proyecto tras 7 años de andadura. Mar continúa componiendo en castellano nuevas canciones. Aurelio Morata (Los Rebeldes) es quien arregla los nuevos temas de Mar en una maqueta en la que aparecen Loko, Súbelos, Caracol y Con pasteles, desarrollando ya el "sonido Mürfila" que la acompañará en los álbumes posteriores.

### Carrera como Mürfila
Pasado un mes de enviar la maqueta a diferentes compañías discográficas, Sony Music responde y tres meses después finaliza la grabación del primer álbum de Mürfila, Vamos a hacer pupita.
El álbum alcanzó un gran éxito llegando a la posición #17 de la lista de ventas AFYVE. Todo esto gracias en gran parte a su tema «Loko», su primer sencillo, responsable de conseguir el disco de oro para el álbum. El segundo sencillo fue «Mi guitarra quiere rock», que también tuvo una buena aceptación, y luego les siguieron «Caracol» y «Caperucita», cerrando el disco. 
Paralelamente, Mar rueda el cortometraje Postales desde el mar, por el que el Colegio de Directores de Cataluña le otorgó el premio «Mejor Cortometraje de 2003». Dirigió el videoclip "Época" de Ester Formosa, "Agua de Valencia" de Los Rebeldes y escribe los guiones de "Loko" y "Mi guitarra quiere rock", junto a Pau Fernández y Marta Puig, también guionista y directora de ambos clips. Gana un premio por el clip "Época" en el festival "Jóvenes Realizadores de Zaragoza" y un premio por "Mi guitarra quiere rock" en el "Visual Sound de Barcelona".
Mürfila produjo su siguiente disco después de abandonar Sony en favor de Mitik Records, un sello mucho más pequeño pero con la coherencia en las líneas expresadas en sus trabajos anteriores y posteriores, con el que lanzó su segundo álbum, Miss Líos. El segundo sencillo de este, «Me pones», logró una gran aceptación y buenas críticas, «Money» fue el tercer sencillo.
En 2010 estrenó una serie web en Internet titulada I love Ü y producida por Raúl Marín. Una serie que critica abiertamente la industria de la música. A finales de ese mismo año lanzó un nuevo álbum titulado I Love Ü. Entre los sencillos figuran «La gran sensación» y «Azul y gris» en el que presenta conjuntamente el cortometraje-clip. También «El mundo se equivoca» con un videoclip dirigido por ella misma.
En 2012 grabó un nuevo álbum llamado 9 balas, una recopilación de sencillos en formato acústico. Como primer sencillo se escogió «Bang Bang» acompañado de un videoclip rodado en el desierto de los Monegros, interpretado también por el actor catalán Roger Berruezo. En este disco ofrece una versión minimalista de «Hysteria» de Muse, unos de sus grupos influyentes.
A principios del 2013 realiza una gira promocional por México, pasando por ciudades como Monterrey y Guadalajara, también en algunas salas de México DF, así como en Cuernavaca. En 2014, realiza una campaña de crowdfounding para producir el álbum Terrífica, el cual es su última producción discográfica.

## Discografía

### Álbumes
Mürfila ha publicado seis álbumes, de los cuales cuatro son de estudio. Uno de ellos, Vamos a hacer pupita, fue disco de oro en España y alcanzó la decimoséptima posición en la lista de ventas de la Asociación Fonográfica y Videográfica de España (AFYVE), hoy conocida como Productores de Música de España (PROMUSICAE).
- 2004. Vamos a hacer pupita (estudio). Disco de oro por el tema Loko.
- 2007. Miss Líos (estudio)
- 2008. Mürfila Soundsystem (Made In USA) (directo)
- 2010. I love Ü (estudio)
- 2012. 9 Balas (básico)
- 2014. Terrífica (estudio)

Nota: discografía en Discogs.

## Obra audiovisual

### Videoclips
Mürfila, además de dirigir en muchos casos sus propios videoclips de sus canciones, también crea y dirige los de otros grupos. 
- Dirección del videoclip Época, de Ester Formosa. Premio del festival Jóvenes Realizadores de Zaragoza.
- Dirección del videoclip Agua de Valencia, de Los Rebeldes.
- Guionista del videoclip Loko, de ella misma.
- Guionista del videoclip Mi guitarra quiere rock, de ella misma. Premio Visual Sound de Barcelona.

### Webseries
- I love Ü en 2010 de 10 episodios.[13]

### Cortometrajes
- Postales desde el mar (2003). Premio del Colegio de Directores de Cataluña.[2]
- Azul y gris (2010).

### Documentales
- Oscaramouche (2015).
- La càpsula del temps. Dagoll Dagom 40 anys (2016).